# Latinath
Latinath (nep. लाटीनाथ) – gaun wikas samiti w zachodniej części Nepalu w strefie Mahakali w dystrykcie Darchula. Według nepalskiego spisu powszechnego z 2001 roku liczył on 632 gospodarstw domowych i 3920 mieszkańców (2022 kobiet i 1898 mężczyzn).